# Girlfriend (canção de Charlie Puth)
"Girlfriend" é uma canção do cantor norte-americano Charlie Puth, gravada para seu futuro terceiro álbum de estúdio. Foi lançada através da Atlantic, Rumson e Artist Partner em 25 de junho de 2020. Foi composta por Puth e Jacob Kasher Hindlin, sendo produzida pelo próprio Puth.

## Antecedentes
Puth anunciou a música nas redes em 22 de junho de 2020. Ele afirmou no Twitter que a música é uma de suas músicas favoritas que ele fez. Puth afirmou em um comunicado à imprensa que a música é sobre ser persistente e "deixar alguém saber que seus sentimentos por eles não vão desaparecer". Ele também disse que essa música foi usada para expressar seus sentimentos porque ele é ruim em se comunicar.

## Apresentações ao vivo
Puth apresentou a música pela primeira vez em 25 de junho de 2020 no The Late Late Show with James Corden. Em 3 de julho ele apresentou a música no Today.

## Desempenho nas tabelas musicas

### Posições
| Tabela musical (2020) | Melhor posição |
| --------------------- | -------------- |
| Nova Zelândia (RMNZ)  | 24             |

## Históricos de lançamentos
| País   | Data                | Formato(s)                 | Gravadora(s)                   | Ref.   |
| ------ | ------------------- | -------------------------- | ------------------------------ | ------ |
| Vários | 25 de junho de 2020 | Download digital streaming | Artist Partner Atlantic Rumson | [ 10 ] |
| Itália | 10 de julho de 2020 | Rádios mainstream          | Warner                         | [ 11 ] |